# Zentrum für Brennstoffzellen-Technik

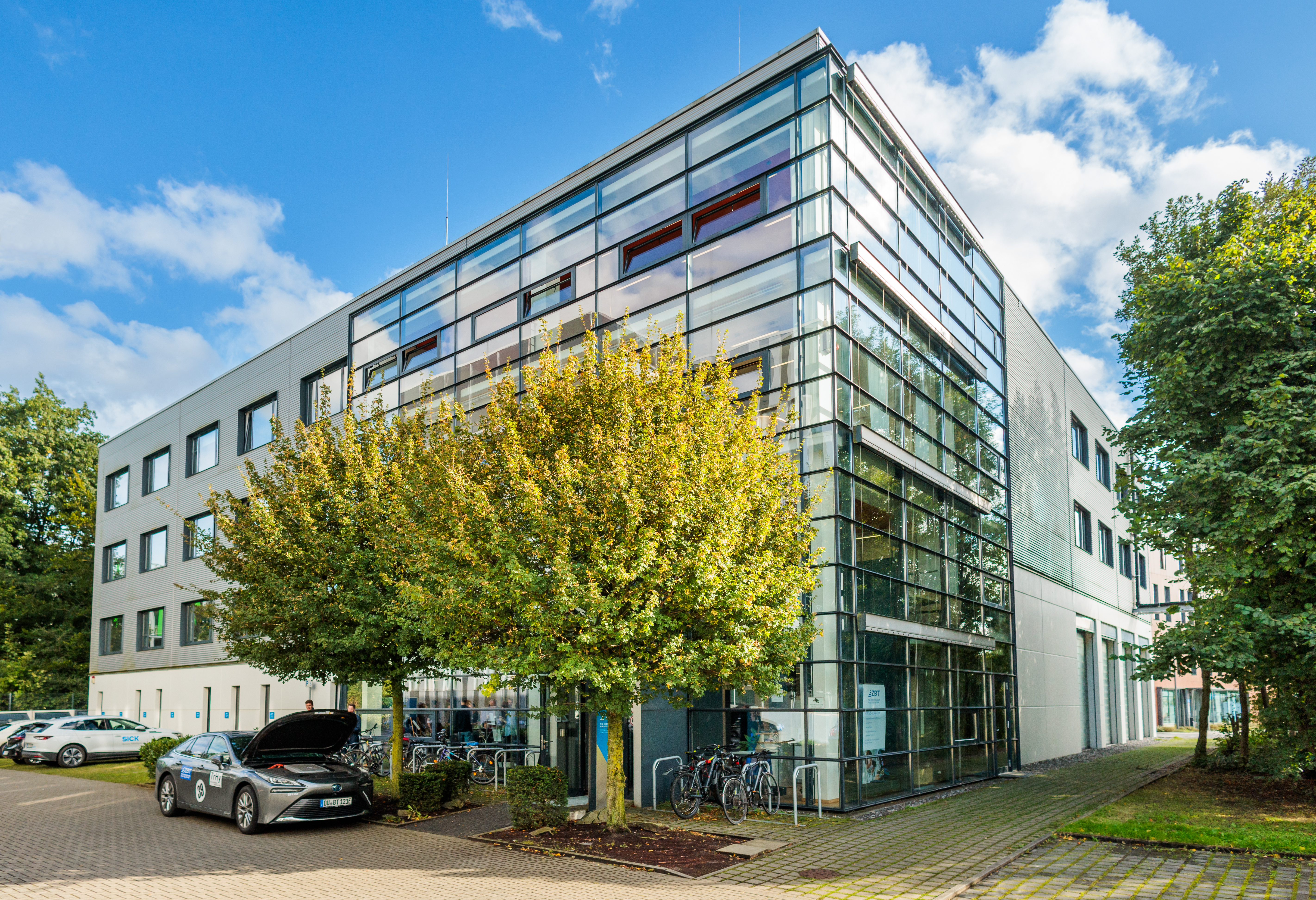
Das Institutsgebäude wurde 2003 in Betrieb genommen.

Das Zentrum für Brennstoffzellen-Technik (ZBT) ist ein Forschungsinstitut, das angewandte Forschung vor allem auf den für die Energiewende relevanten Gebieten Brennstoffzellen, Elektrolyse und Wasserstofftechnologien betreibt. Als Mitglied der Johannes-Rau-Forschungsgemeinschaft erhält es eine institutionelle Grundförderung durch das Land Nordrhein-Westfalen, finanziert sich aber überwiegend durch die Einwerbung von Drittmitteln durch öffentliche Förderprojekte. Das ZBT ist ein An-Institut der Universität Duisburg-Essen, die auch alleinige Gesellschafterin der ZBT gGmbH ist.

## Geschichte
Die Gründung des ZBT erfolgte 2001. Unter Leitung von Angelika Heinzel nahm das Institut im Folgejahr erste wissenschaftliche Aktivitäten im Bereich der Brennstoffzellentechnologie auf, zunächst in den Räumlichkeiten der Gerhard-Mercator-Universität Duisburg (heute: Universität Duisburg-Essen). Im Jahr 2003 wurde das neu errichtete Institutsgebäude auf dem Campus der heutigen Universität Duisburg-Essen offiziell eröffnet.
Im Jahr 2008 folgte mit dem Technikum TAZ ein erster Erweiterungsbau.
Im Jahr 2019 wurde am ZBT das Wasserstoff-Testfeld zur Erprobung von Anlagentechnik in Betrieb genommen.
Seit 2019 betreibt das ZBT mit dem Hy-Lab eines der wenigen unabhängigen Labore weltweit, das die Wasserstoffqualität gemäß ISO 14687-2:2012 und EN 17124:2022 analysieren kann.
Peter Beckhaus übernahm im September 2020 die Geschäftsführung. Im September 2021 wurde Harry Hoster wissenschaftlicher Leiter des Instituts.
Im Jahr 2023 besuchten unter anderem Bundeskanzler Olaf Scholz, Bundestagspräsidentin Bärbel Bas, König Willem-Alexander der Niederlande und der Ministerpäsident von Bhutan, Lotay Tshering, das ZBT. 
Das ZBT hat gemeinsam mit der Niederrheinischen Industrie- und Handelskammer, Thyssenkrupp Steel Europe, den Hüttenwerken Krupp Mannesmann und dem Robert-Bosch-Berufskolleg die bundesweit erste IHK-Zusatzqualifikation Wasserstoff für Auszubildende in anerkannten industriell-technischen Berufen entwickelt. Anfang 2024 legten die ersten 16 Absolventen die Prüfung ab.
Nach einem umfassenden Um- und Ausbau der Laborinfrastruktur wurde 2024 das Hauptlabor des ZBT als HyTechLab4NRW durch Staatssekretärin Silke Krebs wiedereröffnet.
Im November 2024 hat das ZBT mit der Duisburger Verkehrsgesellschaft (DVG) kooperiert, die ihre neuen brennstoffzellenelektrischen Linienbusse zu Test- und Schulungszwecken an der Wasserstoff-Testtankstelle auf dem Wasserstoff-Testfeld des ZBT betankt hat.

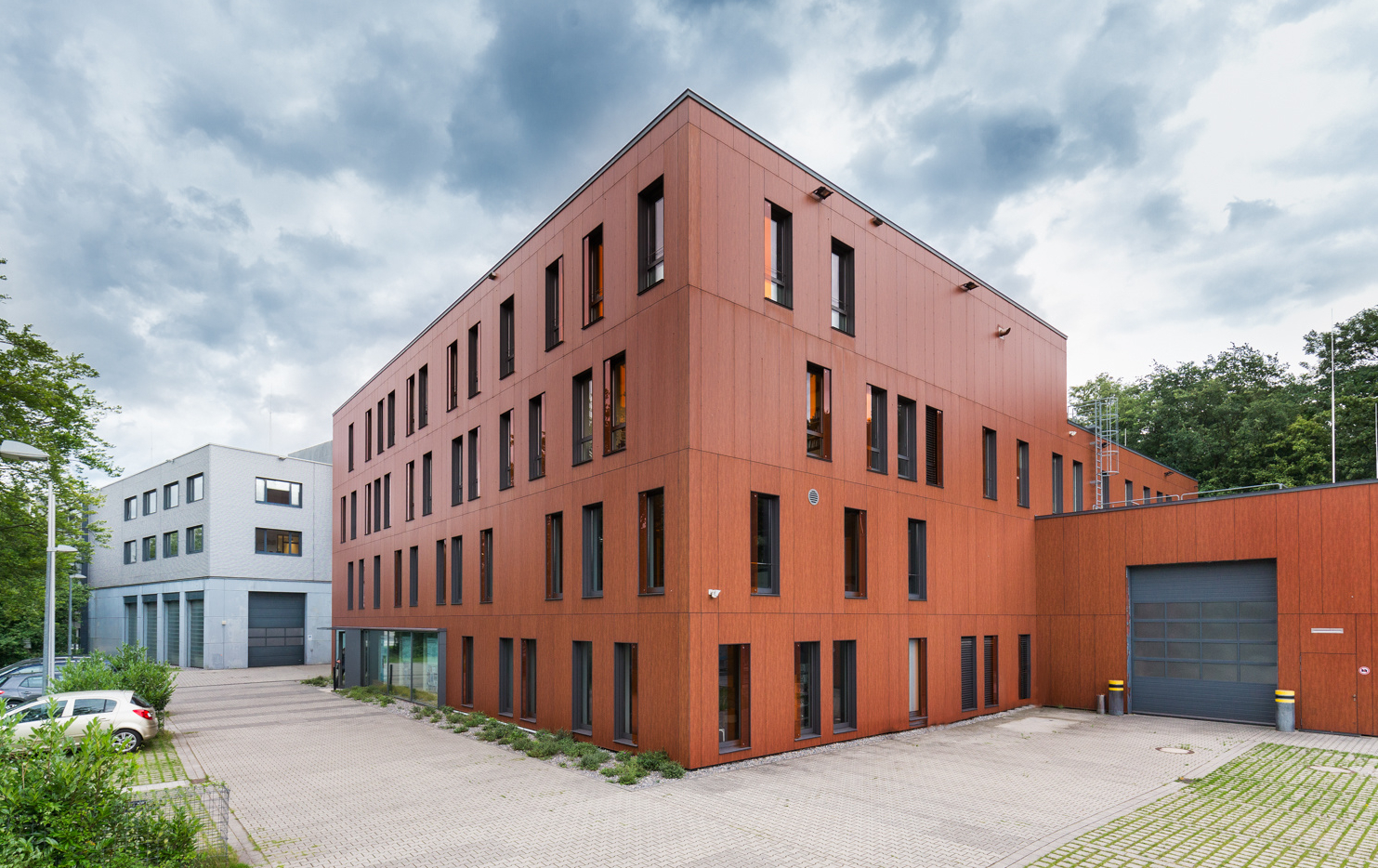
Der Erweiterungsbau "TAZ" mit zahlreichen Laboren, Werkstätten und Büros wurde 2008 eröffnet.

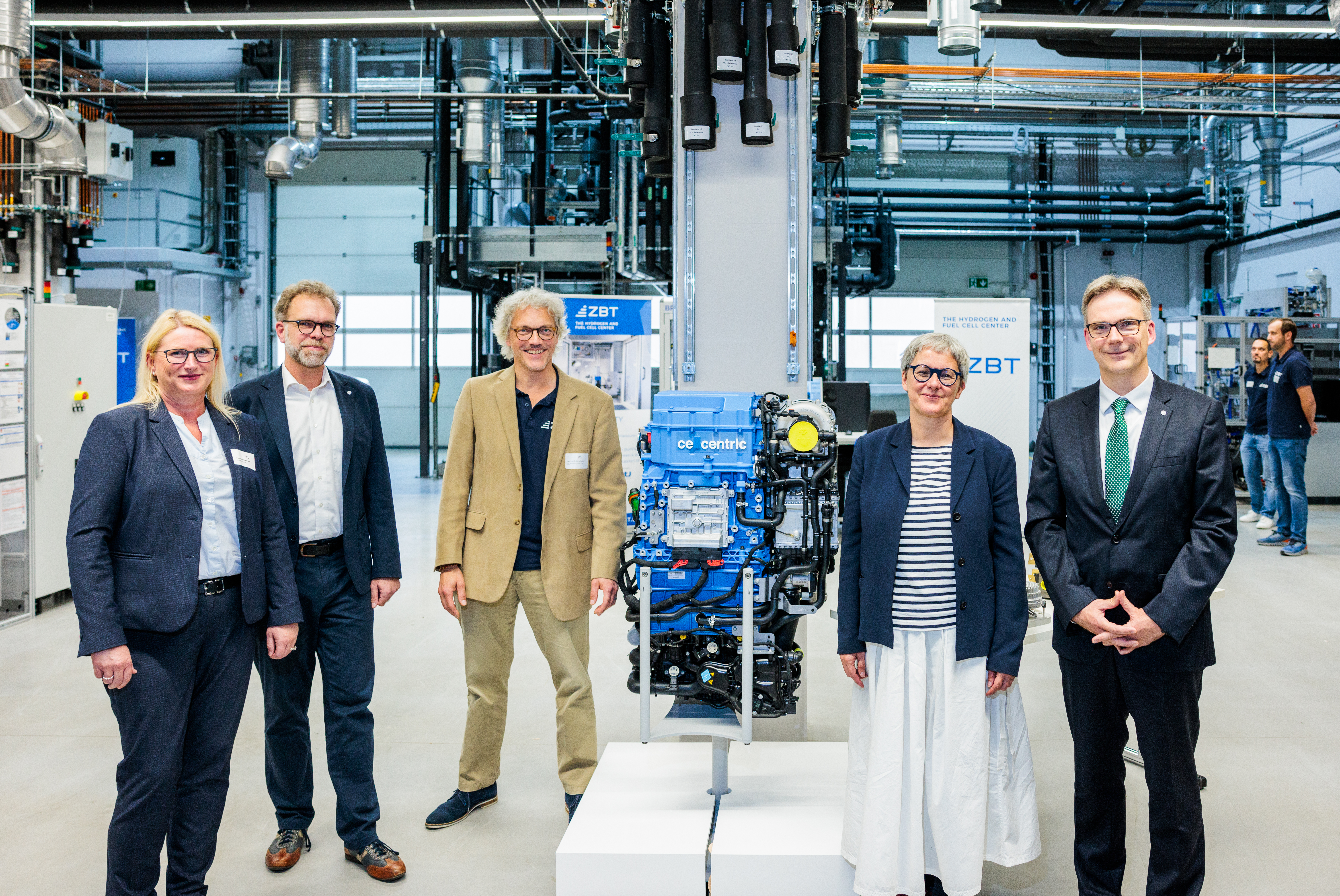
Nach dem Umbau des Hauptlabors wurde es 2024 als HyTechLab4NRW von Staatssekretärin Silke Krebs (2.v.r.) eingeweiht.

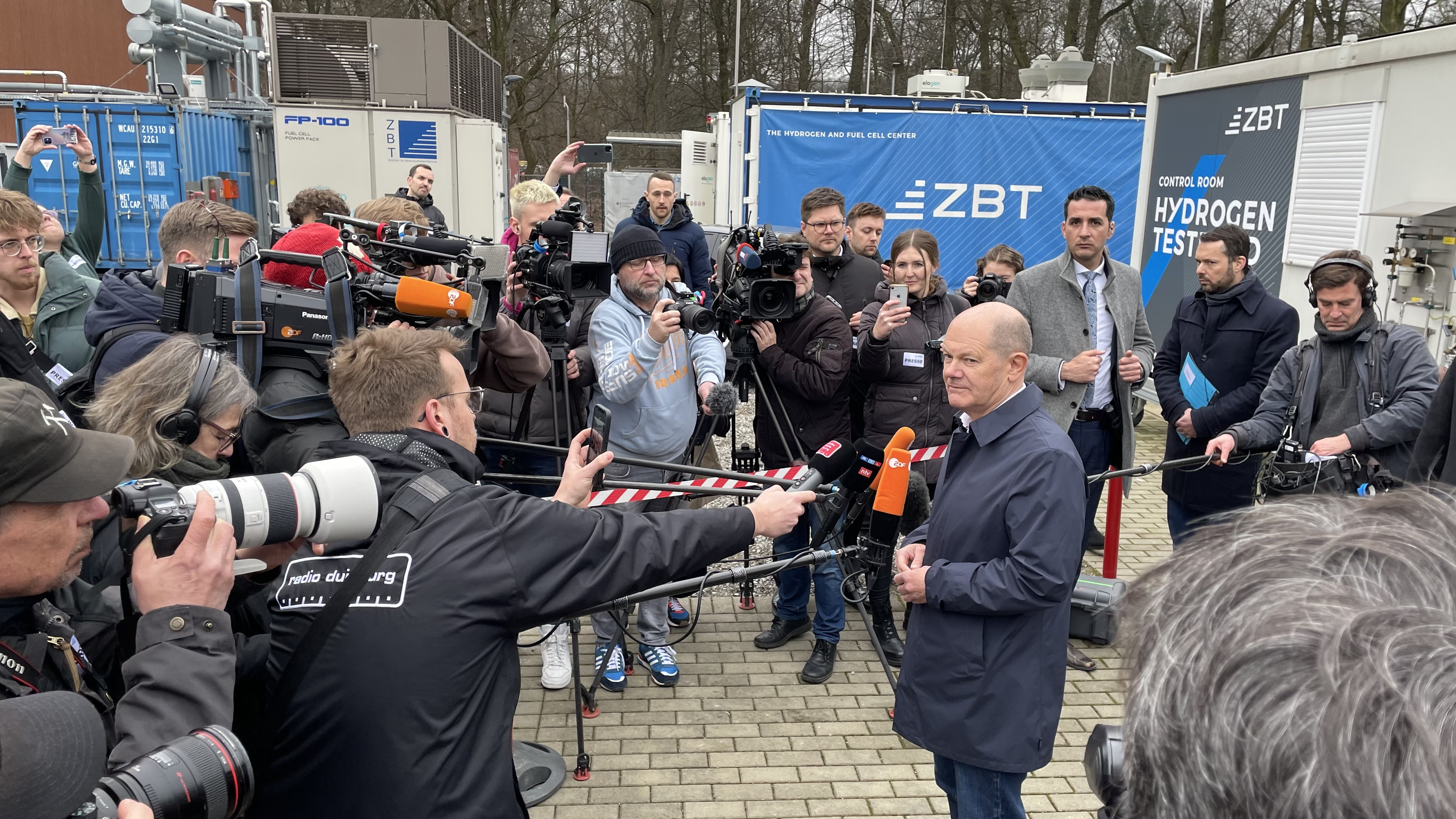
Bundeskanzler Olaf Scholz bei seinem Besuch auf dem Wasserstoff-Testfeld des Zentrums für Brennstoffzellen-Technik (2023)

## Forschung und Entwicklung
Die Forschung am ZBT konzentriert sich auf Technologien entlang der gesamten Prozesskette rund um Wasserstoff als Energieträger – von der Herstellung über die Speicherung und Verteilung bis hin zur Nutzung in Brennstoffzellen. Im Bereich der Elektrolyse liegt der Fokus auf der Entwicklung und Erprobung von Materialien und Komponenten für die PEM- und AEM-Wasserelektrolyse. In der Brennstoffzellenforschung werden unter anderem Elektrokatalysatoren, Bipolarplatten, Dichtungen, Stacks und vollständige Systeme untersucht. Weitere Schwerpunkte sind die Wasserstoffinfrastruktur, Betankungstechnik, Wasserstoffqualitätsanalytik sowie Aspekte der Sicherheit und Normung. Ergänzend werden auch Simulationen, Analytik und Arbeiten zu Wasserstoffderivaten wie synthetischem Methan und Ammoniak durchgeführt.
Das ZBT ist in zahlreiche nationale und internationale Forschungskooperationen eingebunden. Es wirkt in mehreren europäischen Forschungsprojekten als Partner in transnationalen Konsortien mit.       Darüber hinaus ist es in den nationalen Wasserstoff-Leitprojekten H₂Giga und TransHyDE vertreten. 
Das ZBT wurde vom Bundesministerium für Verkehr als Hauptträger des Innovations- und Technologiezentrums Wasserstoff (ITZ) West ausgewählt, einem von vier bundesweiten Standorten zur Weiterentwicklung wasserstoffbezogener Technologien und Infrastrukturen.
Das ZBT wirkt an nationalen und internationalen Normungsprozessen für Wasserstofftechnologien mit, unter anderem zu Wasserstoffqualität, Betankungsschnittstellen und Anforderungen an die Wasserstoff-Infrastruktur. So ist das ZBT ist in sieben Arbeitsgruppen des Technischen Komitees ISO TC 197 „Hydrogen Technologies“ vertreten. Auch im deutschen Normungsumfeld ist das ZBT aktiv, etwa in mehreren Untergruppen des DIN Normenausschusses Gastechnologie (DIN NA Gas).
Brennstoffzellenelektrische Mobilität ist auf sehr hohe Reinheit des vertankten Wasserstoffs angewiesen. Im vom ZBT mitentwickelten Wasserstoffqualitätslabor Hy-Lab wird die Wasserstoffqualität gemäß ISO 14687-2:2012 und EN 17124:2022 analysiert. Zur normgerechten Probenahme an Wasserstofftankstellen hat das ZBT mit dem Hy-SaM ein CE-zertifiziertes System entwickelt. Das ZBT nimmt mit diesem System europaweit an Wasserstofftankstellen Proben, die anschließend im Hy-Lab analysiert werden.

## Organisation
Die Organisationsstruktur des ZBT umfasst einen Vorstand mit Peter Beckhaus als Geschäftsführer und Harry Hoster als Wissenschaftlichem Direktor. Ergänzt wird dieser durch einen Betriebsleiter und einen Kaufmännischen Leiter. Neben den Zentralen Diensten mit den Bereichen Technische Dienste und Kaufmännische Dienste gibt es sieben Fachabteilungen: 
- Energieträger und Prozesse
- Wasserstoff-Infrastruktur
- Elektrolyse
- Elektrochemische Komponenten
- Brennstoffzellen und Stapel
- Brennstoffzellensysteme
- Neue Materialien und Technologien

Das ZBT ist eine gemeinnützige GmbH mit der Universität Duisburg-Essen als alleiniger Gesellschafterin. Der Aufsichtsrat setzt sich aus Vertreterinnen und Vertretern der Universität Duisburg-Essen, relevanter Ministerien in NRW sowie externen Fachleuten aus dem Geschäftsfeld des ZBT zusammen. Der wissenschaftliche Beirat berät die Gesellschafter und die Geschäftsführung in strategischen Fragen. Im Verein zur Förderung des Zentrums für Brennstoffzellentechnik e.V. sind mehr als 30 Unternehmen, Verbände und Einzelpersonen organisiert. Der 2002 gegründete Förderverein ist Mitglied des Beirats.

## Mitgliedschaften und Netzwerke
Das Zentrum für Brennstoffzellen-Technik ist Mitglied in zahlreichen Branchen- und Fachvereinigungen, darunter:
- Hydrogen Europe Research[24]
- Deutscher Wasserstoff-Verband[25]
- Verband Deutscher Maschinen- und Anlagenbau – Arbeitsgemeinschaft Brennstoffzellen, Power-to-X for Applications
- DECHEMA – Gesellschaft für Chemische Technik und Biotechnologie e.V.
- IVAM Fachverband für Mikrotechnik
- Johannes-Rau-Forschungsgemeinschaft (JRF)[26]
- Wissenschaftsforum Ruhr